# Jules Duesberg
Jules Duesberg (Verviers, 29 september 1881 - Leuven, 12 juli 1947) was een Belgisch bioloog en minister van Openbaar Onderwijs.

## Levensloop
In 1905 werd Duesberg met grote onderscheiding geproclameerd tot doctor in de geneeskunde aan de Universiteit van Luik. In 1906 werd hij er assistent, in 1908 werd hij er speciaal doctor in de anatomische wetenschappen. Later werd hij directeur van de Faculteit Geneeskunde en vanaf september 1910 werd hij belast met de lessen van deze faculteit. In 1919 promoveerde hij tot buitengewoon hoogleraar.
In 1923 nam Duesberg deel aan de oprichting van de Universitaire Stichting en in 1927 aan de oprichting van het Nationaal Fonds voor Wetenschappelijk Onderzoek. Vanaf laatstgenoemd jaar was hij ook rector aan de Luikse Universiteit.
In 1939 stopte Duesberg als rector toen hij minister van Openbaar Onderwijs was. Hij was betrokken bij vele wetenschappelijke missies en was lid van de Koninklijke Academie van België.
Op 11 januari 1940 werd Duesberg benoemd tot grootofficier in de Leopoldsorde. Op 11 januari 1946 kreeg hij vervolgens het Grootkruis van de Orde van Leopold II. Sindsdien mocht hij zich ook officier in het Legioen van Eer, commandeur in de Orde van Sint-Sava en in de Orde van de Italiaanse Kroon noemen.